# Mompha battis
Mompha battis é uma espécie de mariposa do gênero Mompha pertencente à família Coleophoridae.